# Diego Antonio Reyes Sandoval
Diego Antonio Reyes Sandoval (Tocoa, Colón, Honduras; 11 de enero de 1990) es un futbolista hondureño. Juega de delantero y su equipo actual es el Real Sociedad de la Liga Nacional de Honduras.

## Trayectoria

### Inicios
Se inició en el Real Sociedad donde hizo todas las formativas. Luego en 2010 pasó al  Platense en donde no tuvo participación debido a una lesión. Tuvo una breve pasantía por la Liga de Ascenso con el Unión Sabá antes de reincorporarse a Real Sociedad, donde conseguiría ascender a la primera división a mediados de 2012.

### Real Sociedad
Debutó en primera división el 20 de enero de 2013 en la victoria de 1 gol a 0 visitando a Motagua en el Estadio Tiburcio Carías Andino. Su primer doblete llegaría en la fecha siguiente, en la victoria de 3 goles a 0 sobre el Vida en Tocoa. Ese mismo torneo finalizó subcampeón del fútbol hondureño, luego de perder la final a manos del Olimpia.

### Marathón
El 6 de enero de 2014 se anunció su fichaje por el  Marathón, que pagó en concepto de traspaso 125.000 dólares al cuadro tocoeño. Debutó con este equipo el 11 de enero de 2014 en un juego de liga ante el Parrillas One que finalizó con marcador de 1-1; Diego Reyes anotó el gol por parte de su equipo. Es recordado por no haber celebrado un doblete el 16 de febrero de 2014 en la victoria como visitante a su exequipo (Real Sociedad) por 3 a 0.

### A. E. Larisa
El 31 de enero de 2017 se acordó su traspaso al AE Larisa de la Super Liga de Grecia, estampando su firma en un contrato por dos años y medio. Debutó el 11 de enero de 2017 contra el Olympiacos de El Pireo, pero apenas jugó cuatro partidos y rescindió para retornar al Real Sociedad luego de tres años y medio.

### Olimpia
El 29 de diciembre de 2017 se acordó su traspaso al Olimpia.

## Selección nacional
Ha sido internacional con la Selección de fútbol de Honduras en más de diez ocasiones. Recibió su primera convocatoria a la selección nacional en el año 2013 para disputar la Copa de Oro de la Concacaf 2013. Su debut con la Selección de fútbol de Honduras se dio el 24 de julio de 2013 en la derrota 3-1 ante Estados Unidos.
El 26 de febrero de 2014 es convocado por Luis Fernando Suárez (como preparación para la Copa Mundial de Fútbol de 2014) para el partido amistoso del 5 de marzo contra la Selección de Venezuela en San Pedro Sula.
Luego, el 29 de agosto de 2014 se anunció que Reyes había sido convocado para disputar la Copa Centroamericana 2014 con Honduras.

### Participaciones en Eliminatorias Mundialistas
| Mundial           | Sede   | Resultado    | Partidos | Goles |
| ----------------- | ------ | ------------ | -------- | ----- |
| Eliminatoria 2014 | Brasil | Clasificado  | 0        | 0     |
| Eliminatoria 2018 | Rusia  | No clasificó | 2        | 0     |

### Participaciones en Copa Centroamericana
| Copa Centroamericana      | Sede           | Resultado    |
| ------------------------- | -------------- | ------------ |
| Copa Centroamericana 2014 | Estados Unidos | Quinto lugar |
| Copa Centroamericana 2017 | Panamá         | Campeón      |

### Participaciones en Copa Oro
| Copa de Oro      | Sede           | Resultado    |
| ---------------- | -------------- | ------------ |
| Copa de Oro 2013 | Estados Unidos | Cuarto lugar |

### Goles internacionales
| #  | Fecha                  | Lugar                                                     | Rival  | Goles | Resultado | Competición |
| -- | ---------------------- | --------------------------------------------------------- | ------ | ----- | --------- | ----------- |
| 1. | 2 de noviembre de 2016 | Estadio Olímpico Metropolitano, San Pedro Sula, Honduras. | Belice | 1-0   | 5–0       | Amistoso    |
| 2. | 2 de noviembre de 2016 | Estadio Olímpico Metropolitano, San Pedro Sula, Honduras. | Belice | 4-0   | 5–0       | Amistoso    |

## Clubes
| Club          | País     | Año         |
| ------------- | -------- | ----------- |
| Unión Sabá    | Honduras | 2011        |
| Real Sociedad | Honduras | 2012 - 2013 |
| Marathón      | Honduras | 2014 - 2016 |
| A. E. Larisa  | Grecia   | 2017        |
| Real Sociedad | Honduras | 2017        |
| Olimpia       | Honduras | 2018        |
| Platense      | Honduras | 2019 - 2020 |
| Olimpia       | Honduras | 2020 - 2023 |
| Real Sociedad | Honduras | 2023 - Act. |

## Estadísticas
| Club                   | Temporada     | Liga  | Liga  | Copa Nacional* | Copa Nacional* | Copa Internacional** | Copa Internacional** | Total | Total |
| Club                   | Temporada     | Part. | Goles | Part.          | Goles          | Part.                | Goles                | Part. | Goles |
| ---------------------- | ------------- | ----- | ----- | -------------- | -------------- | -------------------- | -------------------- | ----- | ----- |
| Real Sociedad Honduras | 2012-13       | 22    | 6     | -              | -              | 0                    | 0                    | 22    | 6     |
| Real Sociedad Honduras | 2013          | 17    | 2     | -              | -              | 0                    | 0                    | 17    | 2     |
| Real Sociedad Honduras | Total         | 39    | 8     | 0              | 0              | 0                    | 0                    | 39    | 8     |
| Marathón Honduras      | 2014          | 24    | 8     | -              | -              | 0                    | 0                    | 24    | 8     |
| Marathón Honduras      | 2014-15       | 32    | 8     | -              | -              | 0                    | 0                    | 32    | 8     |
| Marathón Honduras      | 2015-16       | 34    | 11    | -              | -              | 0                    | 0                    | 34    | 11    |
| Marathón Honduras      | 2016          | 15    | 6     | -              | -              | 0                    | 0                    | 15    | 6     |
| Marathón Honduras      | Total         | 105   | 33    | 0              | 0              | 0                    | 0                    | 105   | 33    |
| A. E. Larisa · Grecia  | 2016-17       | 4     | 0     | -              | -              | 0                    | 0                    | 4     | 0     |
| A. E. Larisa · Grecia  | Total         | 4     | 0     | 0              | 0              | 0                    | 0                    | 4     | 0     |
| Real Sociedad Honduras | 2017-18       | 18    | 6     | -              | -              | 0                    | 0                    | 18    | 6     |
| Real Sociedad Honduras | Total         | 18    | 6     | 0              | 0              | 0                    | 0                    | 18    | 6     |
| Olimpia Honduras       | 2017-18       | 11    | 3     | -              | -              | 2                    | 0                    | 13    | 3     |
| Olimpia Honduras       | 2018-19       | 15    | 1     | -              | -              | 0                    | 0                    | 15    | 1     |
| Olimpia Honduras       | Total         | 26    | 4     | 0              | 0              | 2                    | 0                    | 28    | 4     |
| Platense Honduras      | 2018-19       | 18    | 3     | -              | -              | -                    | -                    | 13    | 3     |
| Platense Honduras      | 2019-20       | 28    | 7     | -              | -              | -                    | -                    | 28    | 7     |
| Platense Honduras      | Total         | 46    | 10    | 0              | 0              | 0                    | 0                    | 46    | 10    |
| Olimpia Honduras       | 2020-21       | 10    | 2     | -              | -              | 0                    | 0                    | 10    | 2     |
| Olimpia Honduras       | Total         | 10    | 2     | 0              | 0              | 0                    | 0                    | 10    | 2     |
| Total carrera          | Total carrera | 248   | 63    | 0              | 0              | 2                    | 0                    | 250   | 63    |

(*) Incluye Copa de Grecia.

(**) Incluye Liga de Campeones de la Concacaf y Liga Concacaf.

## Palmarés

### Campeonatos nacionales
| Título                         | Club                   | País     | Año  |
| ------------------------------ | ---------------------- | -------- | ---- |
| Clausura del Ascenso           | Real Sociedad          | Honduras | 2012 |
| Finalísima del Ascenso         | Real Sociedad          | Honduras | 2012 |
| Campeonato de Primera División | Club Deportivo Olimpia | Honduras | 2021 |

### Campeonatos internacionales
| Título               | Equipo                | País   | Año  |
| -------------------- | --------------------- | ------ | ---- |
| Copa Centroamericana | Selección de Honduras | Panamá | 2017 |